# Почтовый вагон

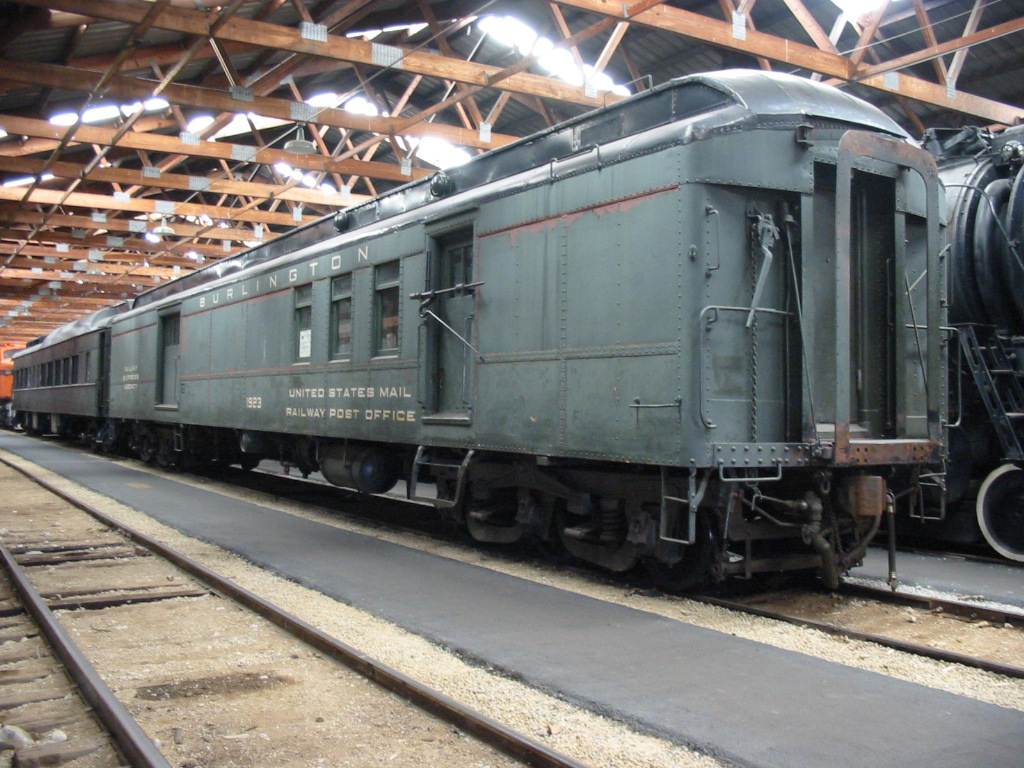
Почтовый вагон № 1923, курсировавший по железной дороге Чикаго, Берлингтон и Куинси (железная дорога). Хранится в Железнодорожный музей Иллинойса

Почто́вый ваго́н — железнодорожный вагон, специально предназначенный для перевозки почтовых отправлений, их обработки в пути и обмена в пунктах остановки.

## Описание
Почтовый вагон обычно прицепляется к пассажирскому поезду или же как отдельная единица в составе так называемых почтово-багажных поездов, в которые иногда могут включаться и пассажирские вагоны. Почтово-багажный поезд останавливается для обмена почты на всех предусмотренных в расписании движения такого поезда станциях. Скорые и пассажирские поезда с включёнными в их состав почтовыми вагонами производят погрузку и выгрузку почты только на крупных станциях (узловых станциях или областных центрах) или перевозят почту на дальние расстояния. На маршрутах, где почтовые перевозки незначительны, вместо почтового вагона для почты выделяют одно купе в первом от локомотива пассажирском вагоне.
Современные почтовые вагоны позволяют осуществлять в дороге обработку самых разных почтовых отправлений. В них предусмотрены все необходимые приспособления для приёма, хранения и обработки мешков и контейнеров с письмами, бандеролями и посылками, пересылаемыми по железной дороге.
В почтовом вагоне могут применяться особые штемпели, почтовые штампы и ярлыки, с помощью которых на корреспонденции ставятся пометки о доставке корреспонденции железнодорожным транспортом — с указанием почтового вагона и маршрута его следования. При этом гашение почтовой корреспонденции осуществляется в тех случаях, когда письмо опущено непосредственно в почтовый ящик вагона. Например, письмо, поступившее в почтовый вагон поезда из Москвы во Владивосток, будет обработано календарным штемпелем с указанием даты гашения и маршрута следования поезда: «Почтовый вагон поезда 2 Москва — Владивосток».

## История
Первую в мире официальную перевозку почты по железной дороге осуществило почтовое ведомство Великобритании в 1830 году, использовав для этой цели приспособленные вагоны на железной дороге Ливерпуль — Манчестер (англ. Liverpool and Manchester Railway). Сортировка почты в пути впервые стала осуществляться в Великобритании с введением передвижных почтовых отделений (англ. Travelling Post Office) в 1838 году на железной дороге Гранд Джанкшн, на линии Ливерпуль — Бирмингем.
Известно, что первый почтовый вагон появился 6 января 1838 года в Англии и представлял собой переоборудованный вагон для перевозки скота. С сентября 1838 года начались регулярные рейсы с сортировкой почты по ходу движения на линии Лондон — Бирмингем. Эта практика распространилась на другие страны, и в 1841 году почтовые вагоны ввели в Бельгии, в 1846 — во Франции, в 1848 — в Бадене (Хайдельберг, Германия), в 1861 — в России, в 1864 году — в США.
Первые почтовые вагоны 40-х годов XIX века не очень годились для обработки почты в пути, были малы, тесны (длина 6—8 метров). По мере развития железнодорожного транспорта совершенствовалась и конструкция почтовых вагонов. В начале XX века в ряде стран появились почтовые вагоны значительной длины, которые были надлежащим образом оборудованы.
Для сбора и доставки почтовых мешков на ходу поезда в Великобритании были придуманы специальные механизмы. Уже в первом почтовом вагоне английского производства имелось приспособление для сбрасывания и подхватывания мешков с письмами на ходу поезда. Для этого изобрели систему особо устроенных столбов и специальных рычагов, получившую в 1848 году дальнейшее усовершенствование.
На протяжении XX века и в начале XXI века в ряде стран наблюдалось постепенное уменьшение количества или полное исчезновение почтовых вагонов из железнодорожной отрасли.

## Почтовые вагоны по странам

### Великобритания
Впервые сортировка почты на ходу поезда была произведена в почтовом вагоне, переделанном из вагона для перевозки лошадей на Grand Junction Railway в январе 1838 года, по предложению инспектора почтового ведомства Фредерика Карстадта (Frederick Karstadt). Сын Карстадта был одним из двух сортировавших почту почтовых работников. В 1845 году почтовый маршрут был продлён через Дерби до Ньюкасла-на-Тайне железнодорожной компанией Midland Railway и вскоре после этого достиг Шотландии.
После приватизации «Бритиш Рэйл» в середине 1990-х годов, эксплуатация британских почтовых вагонов осуществлялась вплоть до недавнего времени компанией Rail Express Systems и её правопреемницей — EWS. 9 января 2004 года «Королевская почта» решила приостановить перевозку почты по железной дороге. Однако в течение рождества того же года она пересмотрела своё решение и начала эксплуатацию нескольких почтово-багажных поездов у конкурента EWS — компании «FirstGBRf», называвшейся тогда «GB Railfreight».
Почтовые вагоны оборудовались почтовыми ящиками, чтобы во время стоянки поезда на станции в них можно было опускать почту. Филателисты ценят почтовые штемпели почтовых вагонов.
Почтовые вагоны работали во многих странах Британского содружества. Собственные почтовые вагоны были и у армейской почтовой службы (Army Post Office) Великобритании.

#### Типы почтовых вагонов
В качестве почтовых вагонов в Великобритании использовались несколько различных типов вагонов:
- почтово-сортировочный вагон (англ. Post Office Sorting Van)
- почтово-складской вагон (англ. Post Office Stowage Van)
- тормозной почтово-складской вагон (англ. Brake Post Office Stowage Van)
- курьерский вагон (англ. Courier Vehicle)
- передвижной вагон управления (англ. Propelling Control Vehicle)
- тормозной вагон (англ. Brake Guard)
- вагон общего использования (англ. General Utility Van)

### Германия
Первые почтовые вагоны в Германии появились в 1841 году и представляли собой дилижансы, поставленные на вагонные рамы. Первые специально построенные почтовые вагоны с сортировкой почты на ходу вышли 1 апреля 1848 года в Бадене — на маршруте железнодорожного сообщения между Гейдельбергом и Шлингеном. В 1848 году в Пруссии был издан первый закон о железнодорожной почте, регулирующий правоотношения между почтой и железной дорогой.
| Немецкие почтовые вагоны на марках ГДР | Немецкие почтовые вагоны на марках ГДР |
| -------------------------------------- | -------------------------------------- |
|                                        |                                        |
| Вагон образца 1896 года (Mi #2301)     | Вагон образца 1978 года (Mi #2302)     |

Своего пика железнодорожная почта в Германии достигла в 1950-е годы. В 1961 году были введены почтовые индексы, упростившие и ускорившие сортировку корреспонденции, и с того времени перевозка почты по железной дороге пошла на убыль. В 1997 году почтовые вагоны были выведены из эксплуатации на всей территории Германии.

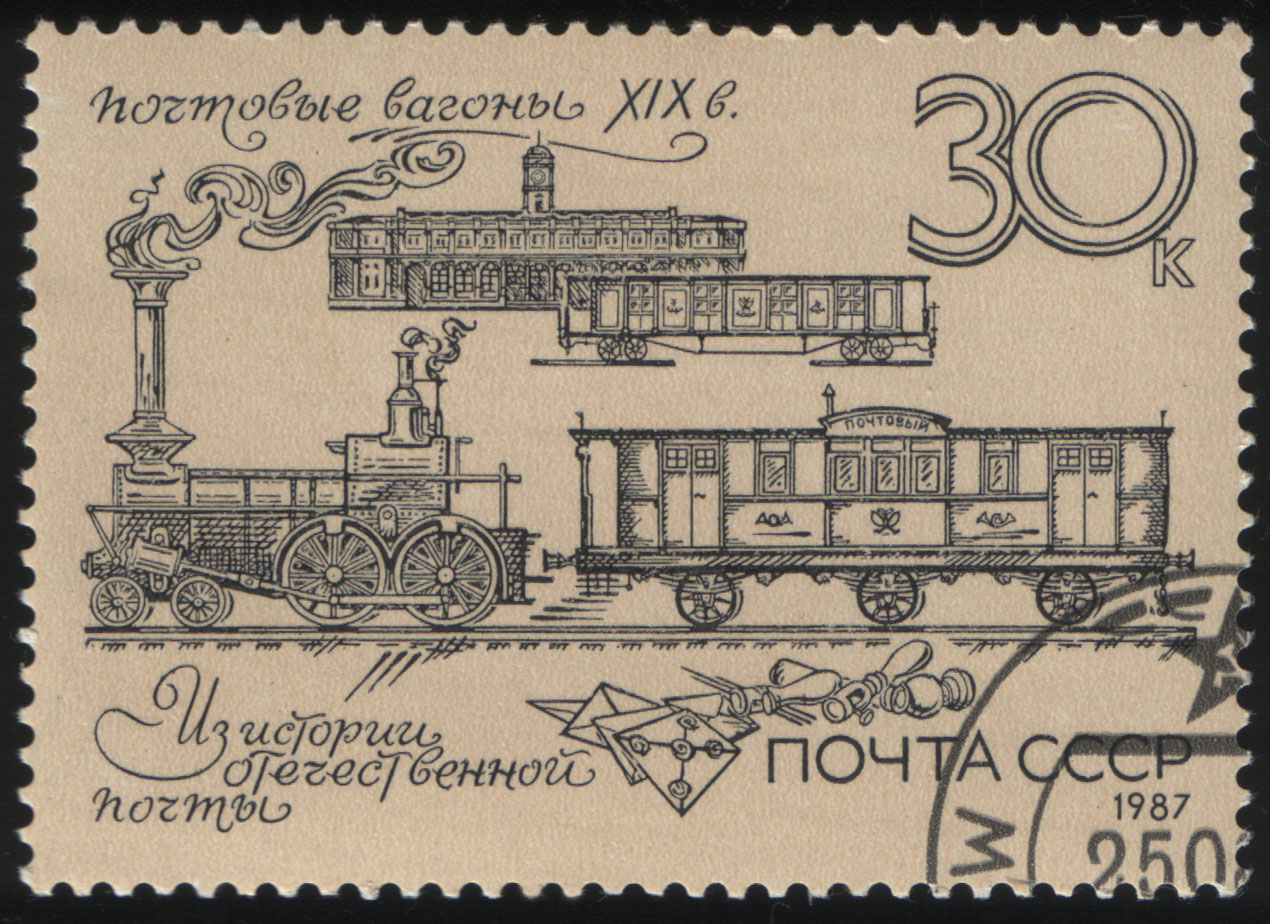
Российские почтовые вагоны XIX века на марке СССР 1987 года

### Российская империя
Почтовые вагоны были организованы на железных дорогах Российской империи с 1861 года — для передвижения почты и перемещения почтовых чиновников и почтальонов. Служащие почтовых вагонов останавливавшихся на станции поездов забирали почту из почтового ящика и сортировали её по пути следования поезда. К 1 января 1904 года в Российской империи имелось 590 почтовых вагонов.

### СССР
В СССР функционирование почтовых вагонов регулировалось государственным стандартом ГОСТ 16408—80. Календарные почтовые штемпели почтовых вагонов СССР, помимо стандартного обозначения СССР, содержали аббревиатуру «ПВ» (почтовый вагон), начальный и конечный пункт маршрута и дату.
Только с 1959 по 1965 год Министерство связи СССР ввело в эксплуатацию 1220 новых почтовых вагонов. В 1974 году, по данным Главного почтового управления Министерства связи СССР, в стране курсировало в составе поездов более 3200 почтовых вагонов, оборудованных для обработки почты в пути и отдыха бригад. Почтовые вагоны включались в состав скорых и пассажирских поездов. К концу 1970-х годов их насчитывалось более 3,5 тысячи.
В июне 1981 года Главное управление почтовой связи Министерства связи СССР ввело прямые почтовые вагоны, которые курсировали без перегрузки почты из вагона в вагон до места назначения и просто перецеплялись от одного почтово-багажного поезда к другому на промежуточных железнодорожных узлах.
Одной из основных моделей советских почтовых вагонов был вагон 22-СБ, оборудованный соответствующей техникой:
- тележкой с краном и поворотной стрелой, двигавшейся в любом направлении;
- автономной системой электроосвещения и принудительной вентиляции, отопления и водоснабжения.

Вагон имел сортировочный зал, транзитную и трактовую кладовые и представлял собой компактный «почтамт на колесах». При подходе поезда к станции к почтовому вагону подкатывались электрокары с тележками для приёма груза. Из дверей вагона выдвигалась стрела крана, с помощью которого контейнер с посылками переносился на дно транспортной тележки. Затем туда же опускались мешки с корреспонденцией и газетами. С помощью этого же крана осуществлялась и переноска поступившего почтового груза в вагон. Операции разгрузки-погрузки занимали несколько минут, тогда как до внедрения подобной техники контейнерной перевозки — в несколько раз больше времени.
Кроме модели 22-СБ, на железных дорогах страны курсировали и другие четырехосные почтовые вагоны, имевшие цельнометаллическую конструкцию, — 4-СБ и 14-СБ.

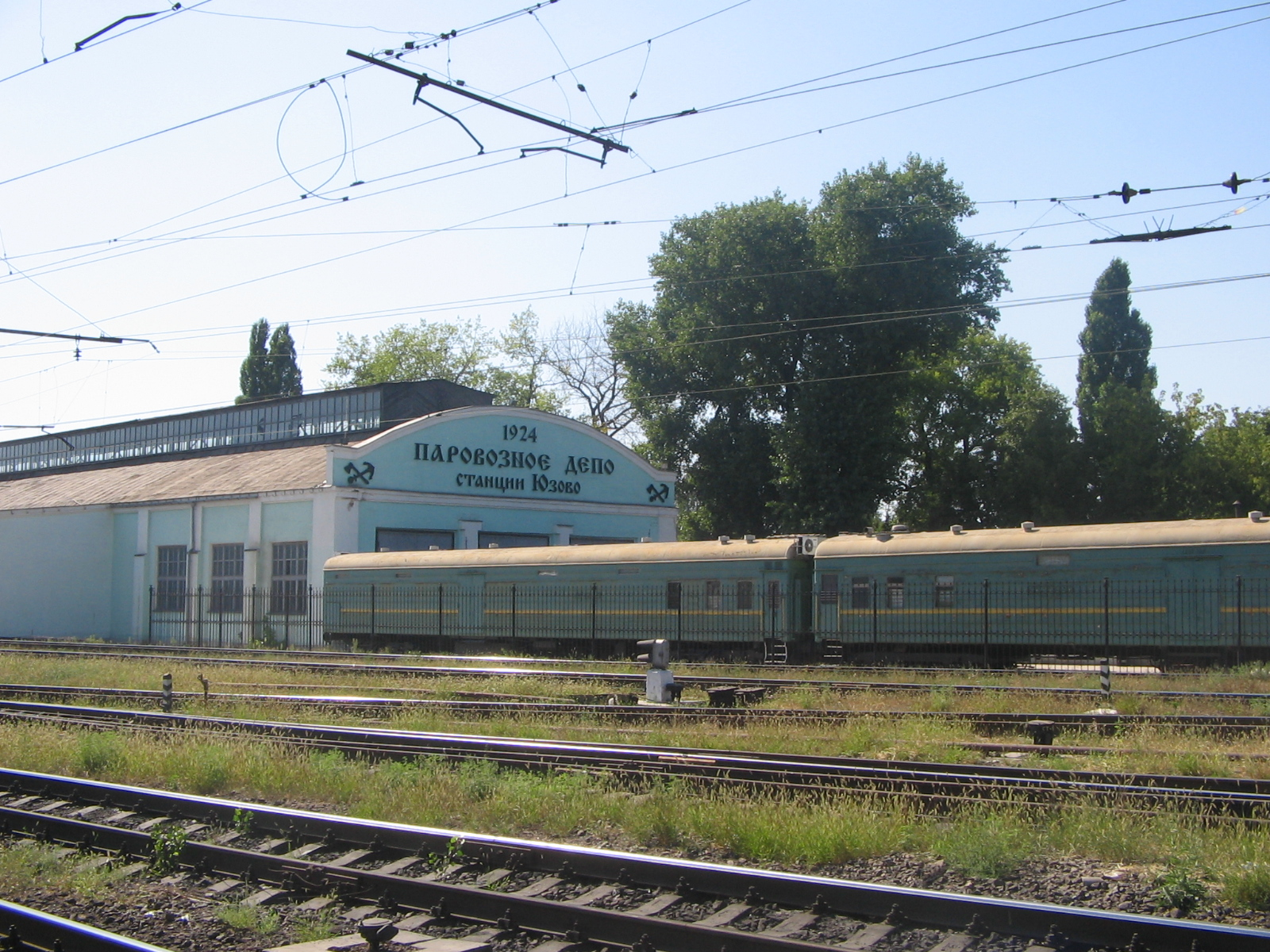
Два почтовых вагона у паровозного депо станции Юзово (ныне Донецк)
Музей почтовой связи в ГЦМПП (макет почтового вагона)
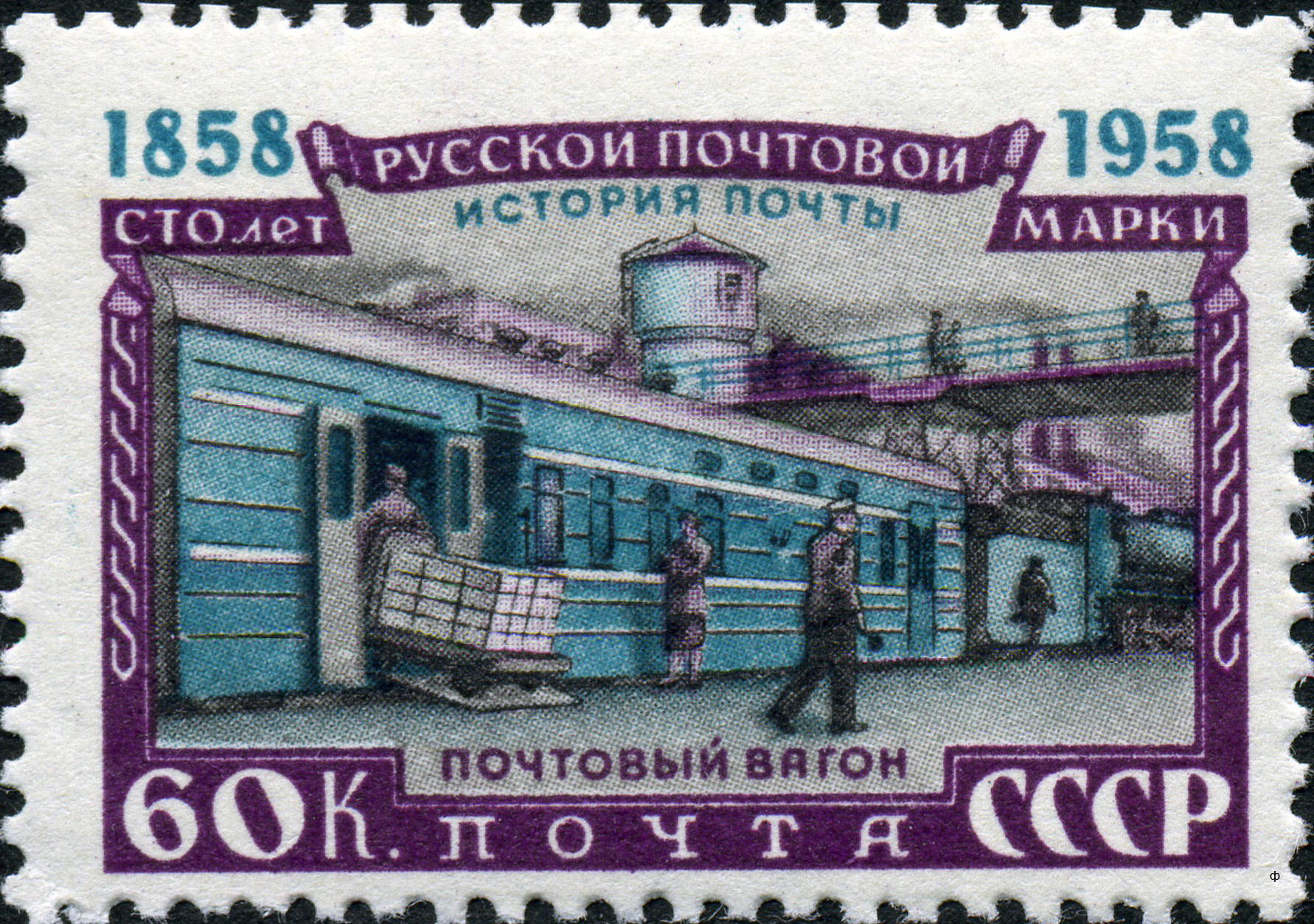
Советский почтовый вагон середины XX века на марке СССР 1958 года (ЦФА [АО «Марка»] № 2211)
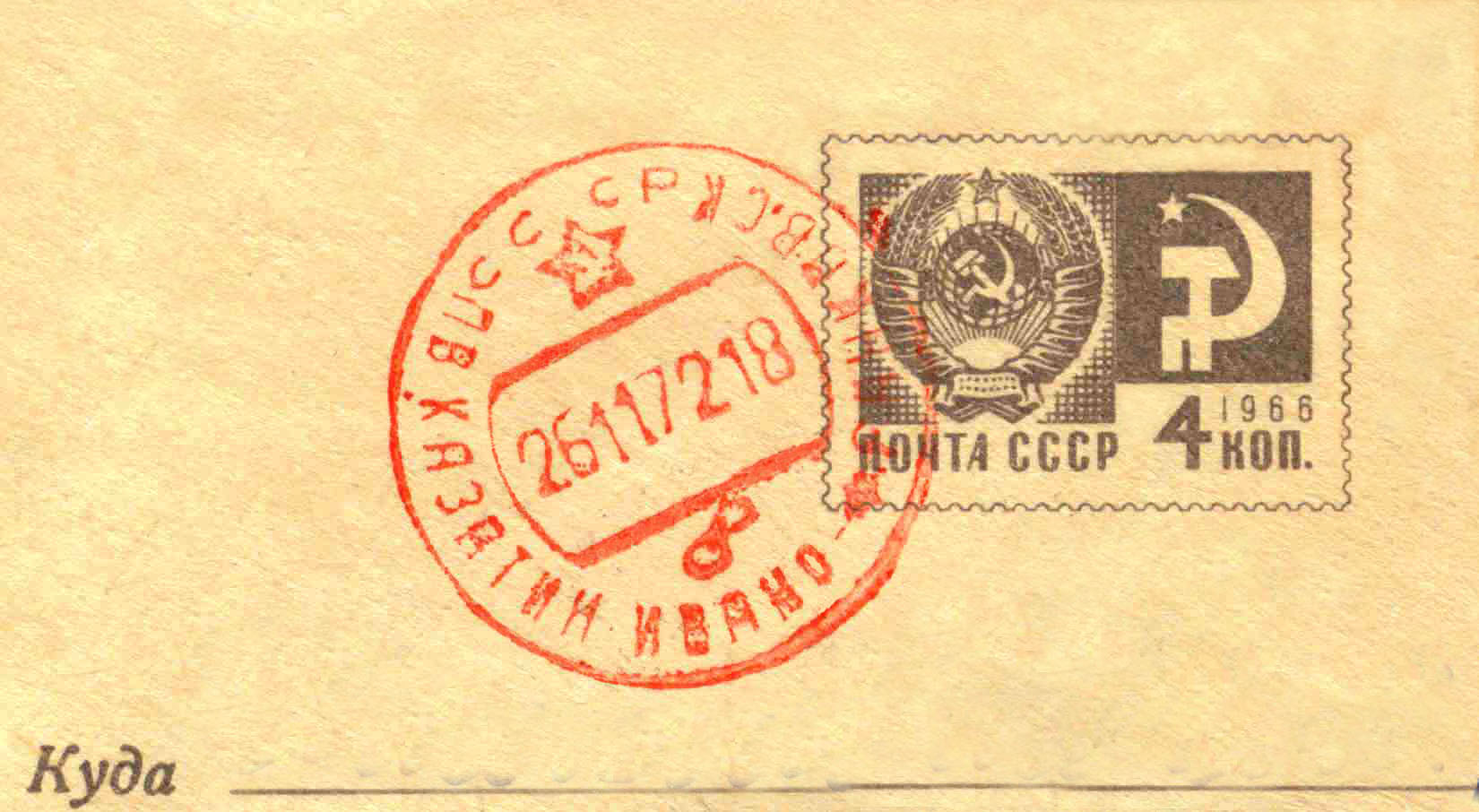
Красный оттиск штемпеля почтового вагона («ПВ»), курсировавшего по маршруту Казатин — Ивано-Франковск (УССР), 26.11.1972 г.

### Россия

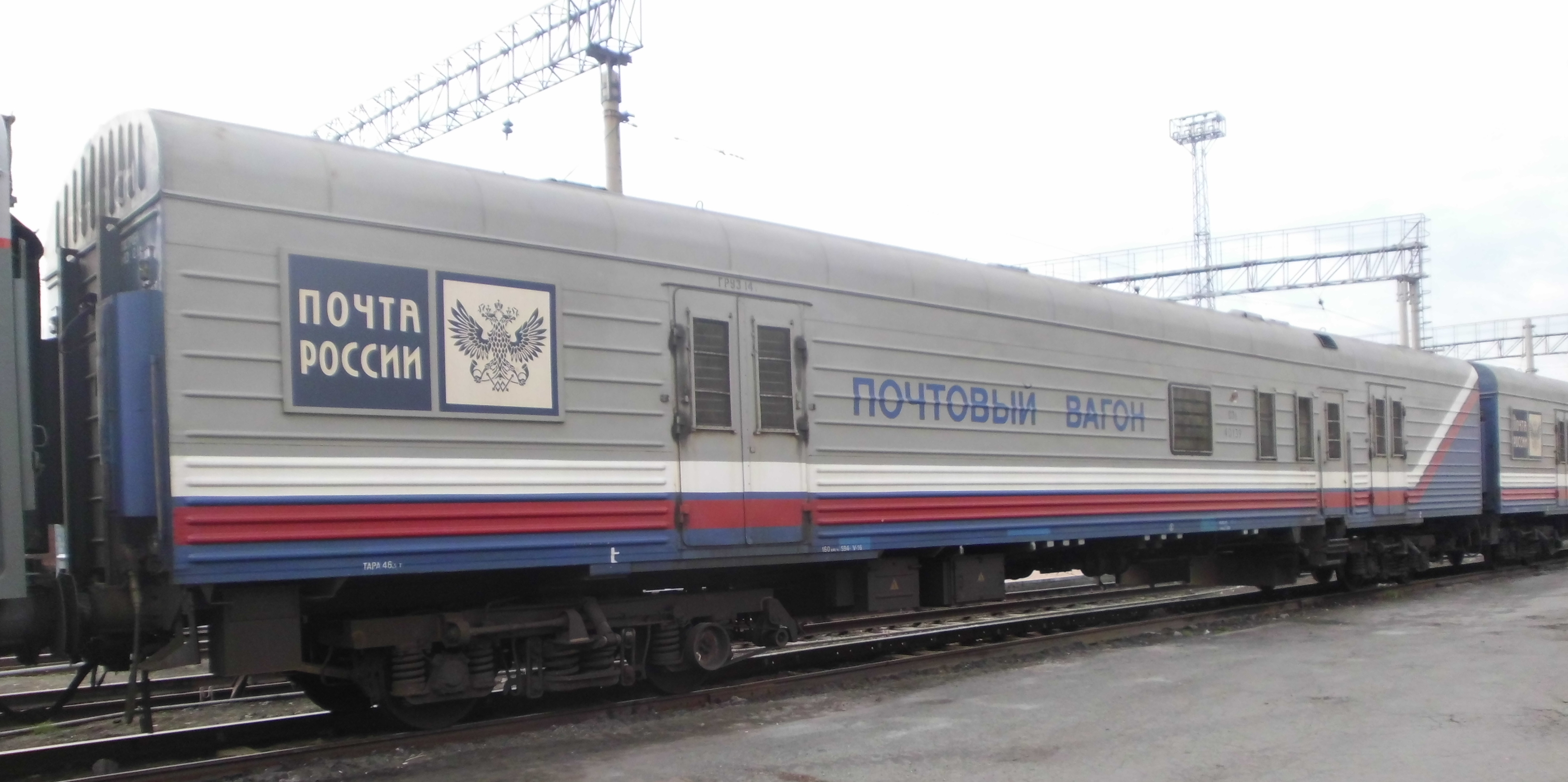
Четырёхоосный цельнометаллический почтовый вагон модели 61-906

За период с 1992 по 2007 год число почтовых вагонов на магистральных перевозках почты в России снизилось с 1319 до 1079 единиц, что привело к значительному сокращению почтовых железнодорожных маршрутов, снижению качества и скорости доставки почтовых отправлений.
В 2008 году на 83 магистральных маршрутах Российской Федерации с общим пробегом 7 млн километров в месяц курсировало более 450 почтовых вагонов. C 2005 года парк почтовых вагонов начал пополняться вагонами нового поколения — модели 61-531, изготовленной по заказу ФГУП «Почта России». Вагоны, конструкция которых позволяет эксплуатировать их в составах фирменных (скорых) поездов, производятся заводом ЗАО «Вагонмаш» в Санкт-Петербурге. В отличие от прежних моделей вагонов, где в пути следования корреспонденцию вручную сортируют 2—3 человека (начальник вагона, зам. начальника почтового вагона, а на напряжённых линиях ещё и проводник-электромонтер), в вагонах модели 61-531 будут работать только два служащих почты. При этом предусмотрена перевозка почты в контейнерах, формируемых в магистральном сортировочном центре (МСЦ) в адрес другого МСЦ без переработки в пути следования. В 2009 году в эксплуатацию введены вагоны 61-906 производства ОАО «Торжокский вагоностроительный завод».

### США

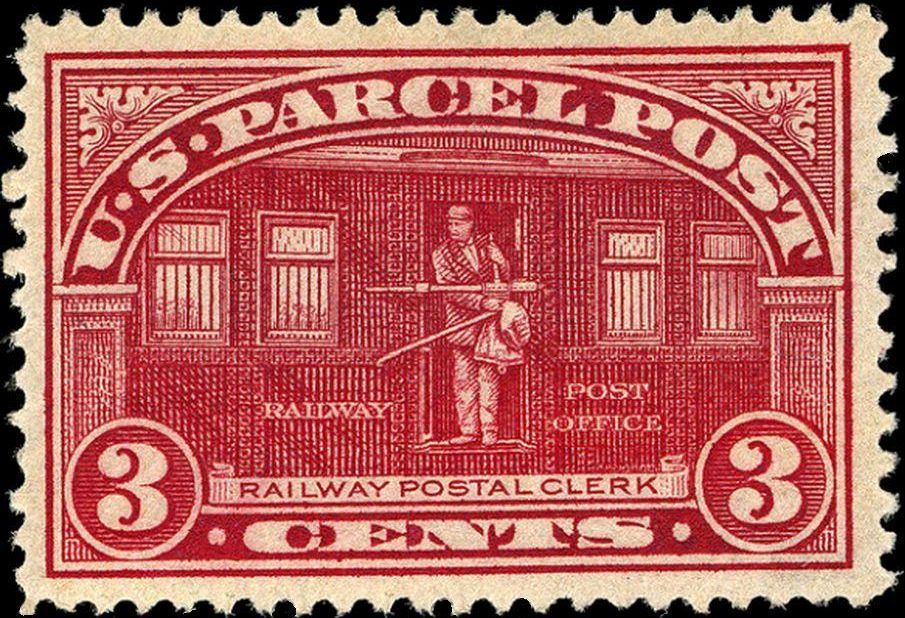
Посылочная марка США (1913, 3 цента): служащий почтового вагона

В США обслуживание с помощью почтовых вагонов было введено 28 июля 1862 года, для чего вначале использовали переделанные багажные вагоны на железной дороге Ганнибала и Сент-Джозефа (англ. Hannibal and St. Joseph Railroad; она же доставила первое письмо Пони-экспресс).
Специально построенные почтовые вагоны появились в США на той же линии через несколько недель после начала доставки почты железной дорогой. Цель заключалась в сортировке и отделении почты для передачи на западный дилижанс, который отправлялся вскоре после прибытия поезда в Сент-Джозеф. Эта почта работала около года. Первый постоянный обслуживаемый почтовыми вагонами маршрут был открыт 28 августа 1864 года между Чикаго (штат Иллинойс) и Клинтон (Айова; англ. Clinton, Iowa). Этот маршрут отличался от маршрута 1862 года тем, что почта сортировалась и принималась от каждого почтового отделения на пути следования, а также от крупных почтовых отделений за пределами конечных пунктов маршрута.
Внутреннее оформление почтовых вагонов, которое вначале включало деревянную мебель и оборудование, также вскоре изменилось. В 1879 году сотрудник Железнодорожной почтовой службы Чарльз Хэррисон (Charles R. Harrison) разработал новый комплект оборудования, который быстро стал применяться повсеместно. Разработанное Хэррисоном оборудование было шарнирным и чугунным. Его можно было разворачивать и устанавливать в разных конфигурациях для размещения почтовых сумок, полок и стола для сортировки в зависимости от потребностей конкретных маршрутов. Конструкция оборудования также разрабатывалась таким образом, чтобы его можно было полностью свернуть, освободив место для перевозки общего багажа и срочных грузов, как было нужно железной дороге. Хэррисон расширил дело, начав изготавливать разработанное им оборудование на фабрике, открытой им в Фон-дю-Сак (Висконсин; англ. Fond du Lac, Wisconsin) в 1881 году.
В дальнейшем применение почтовых вагонов в США получило широкое распространение на других железных дорогах. К 1880-м годам почтовые вагоны работали в составе многих пассажирских поездов в США. Сложная сеть пересекающихся маршрутов позволяла перевозить и доставлять почту в очень короткие сроки. Служащие железнодорожной почты проходили строгое обучение, их постоянно проверяли на знание порядка обработки почтовых отправлений. Работающий на каждом маршруте почтового вагона служащий должен был знать не только почтовые отделения и узловые станции на своём маршруте, но и конкретные сведения о работе почты каждого из крупных городов, которые обслуживал этот маршрут. На периодически проводимых экзаменах проверялись и точность, и скорость сортировки почты, при этом служащий, показавший всего лишь 96 % точности, вполне мог получить предупреждение от начальника отделения Железнодорожной почтовой службы.
В США почтовые вагоны (англ. RPO cars или mail cars или postal cars) были оборудованы и укомплектованы так, чтобы могли выполнять самые сложные операции по обработке почты. Проводилась сортировка почтовых отправлений первого класса, журналов и газет, при необходимости их почтовое гашение и отправка в почтовые отделения в городах по пути следования. Обрабатывалась также заказная корреспонденция, при этом старший служащий должен во время дежурства был иметь при себе табельное оружие для предотвращения ограблений.
Из-за физических и умственных нагрузок на служащих почтовых вагонов Железнодорожная почтовая служба выступала за принятие стандартных планировок помещений и оборудования всех почтовых вагонов. Первые такие планировки были опубликованы в 1885 году. Также служба добивалась улучшения приборов освещения, чтобы служащие могли разбирать адреса, написанные на сортируемой ими корреспонденции, вначале усовершенствовав рефлекторы в 1880-е годы, затем призывая к прекращению использования керосиновых ламп в 1890-е годы, а также проводя первые эксперименты с электрическим освещением в 1912 году. Вопросы техники безопасности работы служащих в поездах также находились в центре внимания службы, что показывает опубликование первой комплексной статистики травм на рабочем месте в 1877 году.
Во второй половине XIX века большинство почтовых вагонов были окрашены в более-менее одинаковые цвета независимо от принадлежности к железной дороге, на которой они эксплуатировались. Большинство почтовых вагонов были окрашены в белый цвет с тёмно-жёлтой, красной или синей отделкой, что выделяло их среди других вагонов состава. К 1890-м годам эта практика прекратилась, и железные дороги стали красить свои почтовые вагоны в один цвет с пассажирскими. Почтовый вагон, экспонировавшийся в 1893 году на Всемирной колумбовской выставке в Чикаго, был одним из последних известных примеров белой окраски раннего периода.

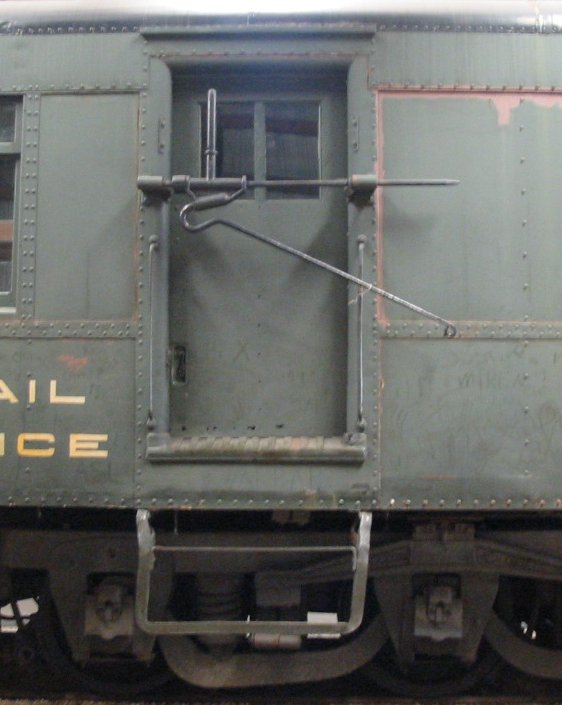
Вид крупным планом крюка-ловителя почтовых сумок почтового вагона CB&Q № 1923

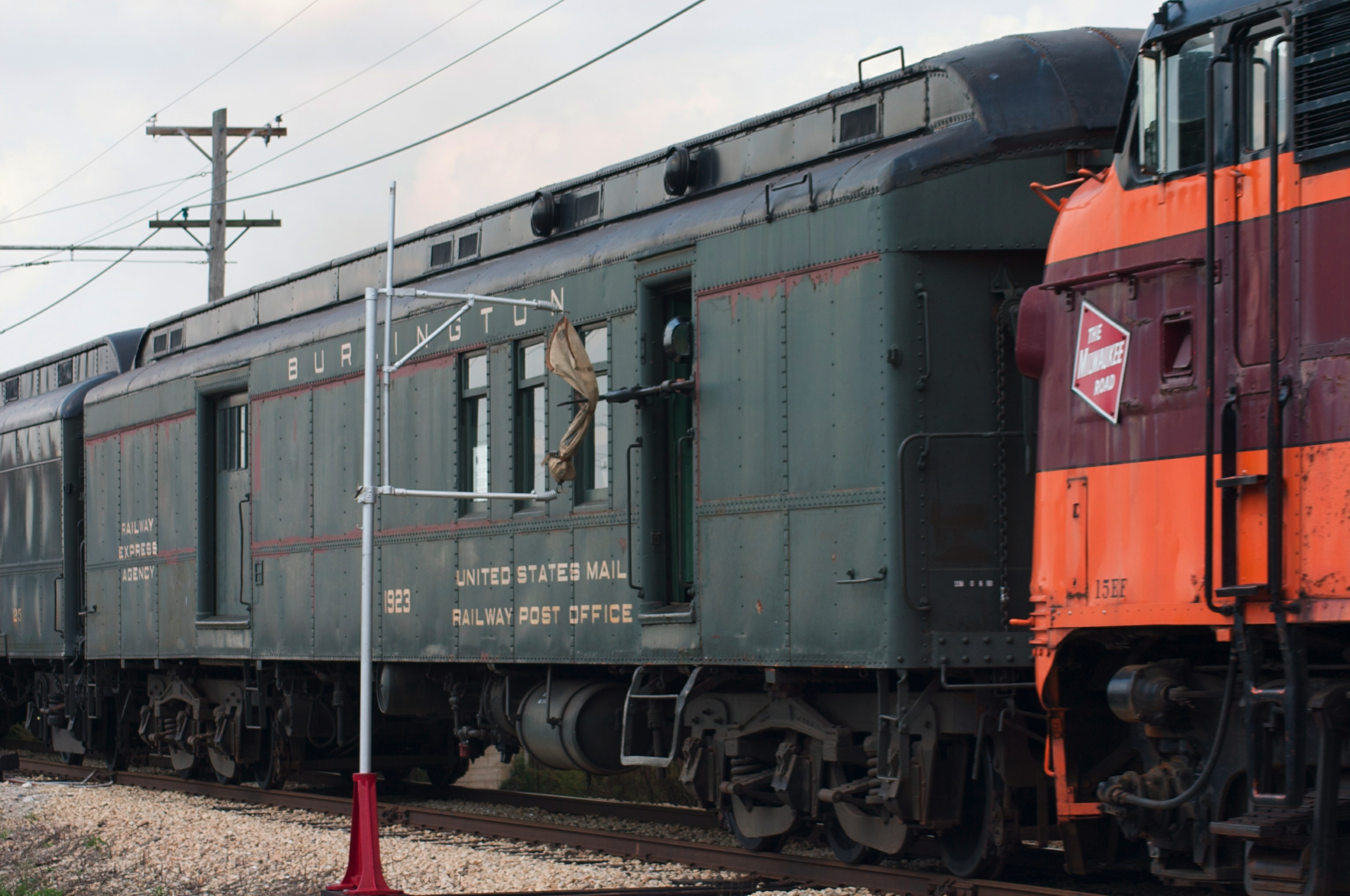
Реконструкция момента захвата почтовой сумки

По мере развития пассажирских вагонов шло развитие и почтовых вагонов. Конструкция первых почтовых вагонов основывалась на лёгких багажных вагонах, что иногда приводило к травмированию почтовых служащих при авариях поездов. В 1891 году Железнодорожная почтовая служба разработала первые стандарты конструкции вагонов с целью решения некоторых из этих проблем.
Серьёзной проблемой на железных дорогах США были частые ограбления почтовых вагонов, в которых в те времена перевозились корреспонденция, ценности и деньги. Так, с 1891 по 1900 год при исполнении служебных обязанностей погибло 75 почтовых чиновников, 513 получили увечья и 1173 были ранены. Для усиления безопасности на железной дороге инженерами почтового ведомства США был разработан бронированный почтовый вагон, имевший амбразуры для стрельбы и магниевые факелы для освещения вокруг на 3—4 километра.
В 1912 году в стремлении побудить вагоностроительные предприятия использовать сталь в основных структурных частях и рамах вагонов службой был разработан набор требований к прочности новых вагонов. Суть этих требований заключалась в том, чтобы каждый вагон мог выдерживать и амортизировать удары силой как минимум 400 000 фунтов. Это требование было ужесточено до 800 000 фунтов в редакции стандартов 1938 года. Ещё более эти требования были ужесточены в 1945 году, когда были разработаны спецификации, исключавшие использование алюминия в корпусах и основных конструктивных элементах. Редакция 1945 года также предусматривала требование о недопущении сплющивания опорных стоек при столкновении поезда. Производители вагонов отреагировали на эти требования и перенесли их на все другие производимые ими модели пассажирских вагонов.
Интересной принадлежностью большинства почтовых вагонов был крюк, применявшийся для подхватывания кожаных или брезентовых сумок с исходящей почтой, висевших на прирельсовых почтовых кранах в небольших городках, которые поезд проходил без остановки. Первый американский патент на такое устройство (патент США № 61584) получил Л. Ф. Вард (L.F. Ward) из Элирии (Elyria), штат Огайо, 29 января 1867 года. Поскольку скорость поезда порой достигала 70 миль в час и выше, почтовый служащий готовил почтовую сумку к передаче во время прохождения поездом станции. Скоординированным движением ловитель высовывался, чтобы подхватить висящую почтовую сумку, в то время как служащий стоял в дверях. Как только сумка с входящей почтой захватывалась, служащий сталкивал ногой сумку с исходящей почтой из вагона, стараясь вытолкнуть её подальше, чтобы её не увлекло потоком воздуха под набирающий скорость состав. Сотрудник местной почты поднимал сумку и доставлял её в почтовое отделение.
У большинства почтовых вагонов на борту сбоку была прорезь для писем, куда можно было опускать письма, почти как в обычный почтовый ящик, во время стоянки состава на станции. Те, кто хотел ускорить доставку почты, приносили свои письма на железнодорожную станцию для отправки почтовым вагоном, зная, что таким образом практически обеспечивается доставка на следующий день. На пересылаемой таким способом корреспонденции ставился штемпель гашения, как если бы она была отправлена в местном почтовом отделении. На таком почтовом штемпеле США указывался номер поезда, конечные пункты маршрута почтового вагона, дата и аббревиатура «RMS» (от англ. «Railway Mail Service» — «Железнодорожная почтовая служба») или «PTS» («Postal Transportation Service» — «Почтово-транспортная служба») между линиями гашения. Коллекционирование таких штемпелей — любимое занятие многих филателистов и исследователей истории почты.
В 1913 году в почтовых вагонах здесь стали перевозить посылки. В свои лучшие времена почтовые вагоны применялись более чем на 9 тысяч маршрутов поездов, покрывая свыше 370 тысяч километров по территории Северной Америки. Хотя большая часть такой почты представляла собой наличие одного или нескольких вагонов в голове пассажирских поездов, многие железные дороги запускали целые почтовые поезда между крупными городами, которыми часто ежедневно перевозилось по 300 тонн почты.

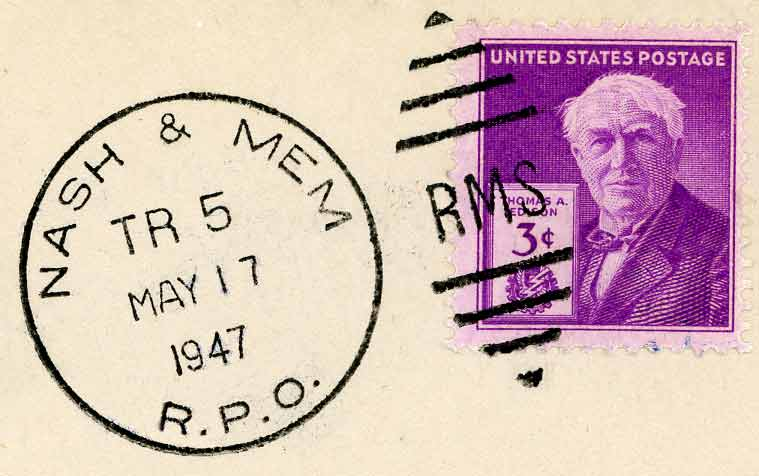
Уникальный почтовый штемпель «R. P. O.», которым гасилась корреспонденция, обрабатываемая почтовым вагоном поезда рейса № 5 по маршруту Нашвилл — Мемфис

После 1948 года значение сети почтовых вагонов страны начало снижаться, хотя они и продолжали оставаться основным способом перевозки и рассылки почты между городами в почтовом ведомстве США. В том году на более 161 тысяче миль железных дорог курсировало 794 маршрута почтовых вагонов. К 1 января 1962 года оставалось лишь 262 маршрута почтовых вагонов. В 1942 году Почтовая служба США начала проводить эксперименты с автодорожным вариантом почтового вагона для обслуживания тех маршрутов, где не ходили пассажирские поезда. Такие почтовые автомобили (highway post office — HPO) первоначально призваны были дополнить почтовые вагоны, но в 1950-е и 1960-е годы почтовые автомобили часто стали заменять почтовые вагоны после прекращения пассажирского железнодорожного сообщения. После спорного перехода почтового ведомства к политике обработки почты в крупных региональных кустовых центрах («sectional centers») остальные маршруты почтовых вагонов вместе со всеми почтовыми автомобилями-передвижными почтовыми отделениями постепенно выводились из эксплуатации. В сентябре 1967 года Почтовая служба США аннулировала все контракты на перевозку почты железной дорогой («rail by mail contracts»), приняв решение перевозить всю корреспонденцию первого класса самолётами, а почту других классов — автотранспортом. Объявление об этом привело к сокрушительным результатам для доходов от пассажирского железнодорожного сообщения: Санта-Фе, к примеру, за год потеряло 35 млн долларов США.
Через 113 лет после появления почтовых вагонов последний уцелевший почтовый вагон, курсировавший между Нью-Йорком и Вашингтоном, был отменён 30 июня 1977 года. По иронии судьбы, последний маршрут, носивший название почтового вагона (railway post office), на самом деле был пароходной линией, которая продержалась на год больше. Этим пароходно-железнодорожным почтовым маршрутом (англ. Boat Railway Post Office) было передвижное почтовое отделение озера Уиннипесоки, курсировавшее в Нью-Гемпшире между Уэирс (The Weirs, New Hampshire) и Медвежьим островом (Bear Island) на озере Уиннипесоки. Последней датой его работы с использованием почтового штемпеля стало 30 сентября 1978 года.

## Коллекционирование
Почтовые вагоны изображены на почтовых марках многих стран мира. Кроме того, филателисты коллекционируют почтовые штемпели, штампы и наклейки почтовых вагонов.